# Adesmia resinosa
Adesmia resinosa är en ärtväxtart som beskrevs av Rodolfo Amando Philippi. Adesmia resinosa ingår i släktet Adesmia och familjen ärtväxter. Inga underarter finns listade i Catalogue of Life.